# Luis Alberto Ammann
Luis Alberto Ammann (* 17. November 1942 in Villa Dolores, Provinz Córdoba; † 6. November 2020) war ein argentinischer Autor, Journalist und Politiker. Er gehörte neben dem als Silo bekannten Mario Rodríguez Cobos zu den führenden Ideologen der Humanistischen Bewegung und war zugleich der bekannteste Exponent der Humanistischen Partei Argentiniens.

## Leben
Ammann erlangte an der Universidad Nacional de Córdoba den Titel des Lizenziats in Moderner Literatur, danach studierte er Philologie in der spanischen Universidad de La Laguna (in La Laguna, Teneriffa) und schloss dort ebenfalls mit dem Titel des Lizenziats ab. Bis 1976 war er als Dozent in der Universidad Popular de Bell Ville, einer fachhochschulähnlichen nichtuniversitären Einrichtung, beschäftigt.
Als Journalist arbeitete Ammann u. a. bei der Zeitung La Voz del Interior sowie in Radio Nacional Clásica als Experte für internationale Politik. Des Weiteren war er Chefredakteur der Zeitschrift Jerónimo.
Sein Sohn ist der Schauspieler Alberto Ammann (* 1978).

## Politische Laufbahn
Ammann gehörte gemeinsam mit Silo zu den Gründungsmitgliedern der Humanistischen Bewegung. Er leitete ab 1969 eine Forschungsgruppe zum Thema Selbstbefreiung, was zur Gründung des Synthesis Institute und zur Veröffentlichung des Buchs Autoliberación führte.
1983 führte die Humanistische Bewegung unter Ammanns Leitung in Argentinien kurz nach der Demokratisierung eine Unterschriftenaktion durch, die als Ziel die Abschaffung der Wehrpflicht hatte. Obwohl 1,2 Millionen Unterschriften gesammelt werden konnten, wurde der Entwurf nicht im Kongress behandelt. Dies war der Auslöser für die Bewegung, auch politisch als Partei aktiv zu werden.
1984 gründete Ammann daraufhin die Humanistische Partei Argentiniens und war Generalsekretär dieser Partei zunächst bis 1994. Ab 1987 ging die Partei unter seiner Führung gemeinsam mit dem Partido Comunista (einer Abspaltung des Partido Socialista) und der Iniciativa Verde (einer grünen Partei) das Bündnis Frente Amplio de Liberación (FRAL) ein. 1989 kandidierte er für das Amt des Präsidenten, scheiterte aber mit 0,26 % deutlich. Im selben Jahr wurde er zum Vizepräsidenten der neugegründeten Humanistischen Internationale gewählt; er hatte diese Funktion bis zuletzt inne.
1994 fusionierte die Humanistische Partei Argentiniens mit den Grünen zum Partido Humanista-Verde; als Konsequenz wurde Ammann als Generalsekretär der Partei abgelöst. Seit dem Jahre 2001 gehörte er dem Koordinierungsrat der Humanistischen Bewegung an, und gleichzeitig nahm er wieder den Posten des Generalsekretärs der Partei Partido Humanista an. 2003 trat er wieder zurück und widmete sich seiner Tätigkeit als Leiter der Kommission für Weiterbildung der Humanistischen Bewegung.
Sein größter Achtungserfolg bei Wahlen gelang Ammann im Jahr 2005, als er bei der Parlamentswahl als Kandidat für Buenos Aires mit 1,66 % den siebten Platz belegte. Im Oktober 2007 kandidierte er erneut für das Parteienbündnis FRAL (diesmal allerdings als Kürzel für Frente por la Unidad Latinoamericana) für das Präsidentenamt. Im Wahlkampf machte er vor allem durch den Vorschlag auf sich aufmerksam, eine gemeinsame Staatsbürgerschaft für alle Staaten Lateinamerikas – ähnlich etwa der Unionsbürgerschaft der EU – einzuführen. Er kam jedoch auch bei dieser Wahl mit etwa 0,5 % nur auf geringe Stimmanteile.

## Werk
- Autoliberación (1980) -- Selbstbefreiung. Edition Pangea, Zürich – Berlin – Wien, 2018, ISBN 978-3-9524725-6-9.